# Przygody Toma Jonesa
Przygody Toma Jonesa (oryg. Tom Jones, 1963) – brytyjska komedia romantyczna w reżyserii Tony’ego Richardsona. Obraz nagrodzony Oscarem za najlepszy film roku. Adaptacja klasycznej powieści oświeceniowej Historia życia Toma Jonesa, czyli dzieje podrzutka, autorstwa Henry’ego Fieldinga.

## Obsada
| - Albert Finney – Tom Jones - Susannah York – Sophie Western - Hugh Griffith – Squire Western - Edith Evans – Panna Western - Joan Greenwood – Lady Bellaston - Diane Cilento – Molly Seagram - George Devine – Squire Allworthy - David Tomlinson – Lord Fellamar - Rosalind Atkinson – Pani Millar - Wilfrid Lawson – Black George - Rosalind Knight – Pani Fitzpatrick - Jack MacGowran – Partridge - Freda Jackson – Pani Seagrim - David Warner – Blifil - Joyce Redman – Pani Waters/Jenny Jones | - James Cairncross – Parson Supple - Rachel Kempson – Bridget Allworthy - Peter Bull – Thwackum - Angela Baddeley – Pani Wilkins - George A. Cooper – Fitzpatrick - Jack Stewart – MacLachlan - Patsy Rowlands – Honour - John Moffatt – Square - Avis Bunnage – Właściciel zajazdu - Mark Dignam – Porucznik - Michael Brennan – Strażnik w Więzieniu Newgate - Lynn Redgrave – Susan - Redmond Phillips – Prawnik Dowling - Julian Glover – Northerton - Micheál MacLiammóir – Narrator |

## Nagrody i nominacje
- Złoty Glob dla Najlepszego filmu komediowego lub musicalu (1964)
- BAFTA dla Najlepszego filmu (1964)
- Nagrody Akademii Filmowej (Oscary)

| Status    | Nagroda                         | Zwycięzca/Nominowany                                                        |
| --------- | ------------------------------- | --------------------------------------------------------------------------- |
| nagroda   | Najlepszy Film                  | Tony Richardson (Producent)                                                 |
| nagroda   | Najlepszy Reżyser               | Tony Richardson (Reżyser)                                                   |
| nagroda   | Najlepsza Muzyka                | John Addison (Kompozytor)                                                   |
| nagroda   | Najlepszy Scenariusz Adaptowany | John Osborne (Scenarzysta)                                                  |
| nominacja | Najlepszy Aktor Pierwszoplanowy | Albert Finney (Tom Jones)                                                   |
| nominacja | Najlepsza Aktorka Drugoplanowa  | Diane Cilento (Molly Seagram)                                               |
| nominacja | Najlepsza Aktorka Drugoplanowa  | Edith Evans (Panna Western)                                                 |
| nominacja | Najlepsza Aktorka Drugoplanowa  | Joyce Redman (Pani Waters)                                                  |
| nominacja | Najlepszy Aktor Drugoplanowy    | Hugh Griffith (Pan Western)                                                 |
| nominacja | Najlepsza Scenografia           | Ralph W. Brinton Ted Marshall Jocelyn Herbert Josie MacAvin (Scenografowie) |